# Churandy Martina
Churandy Thomas Martina (* 3. Juli 1984 in Willemstad, Curaçao, Niederländische Antillen) ist ein niederländischer Sprinter. Auf amerikanischer Ebene konnte er zahlreiche Titel erringen. Seit 2011 startet er für die Niederlande und wurde für diese dreimal Europameister.

## Sportliche Laufbahn
Erste internationale Erfahrungen sammelte Churandy Martina im Jahr 1999, als er bei den Jugendweltmeisterschaften in Bydgoszcz im 100-Meter-Lauf bis in das Halbfinale gelangte und dort mit 11,12 s ausschied. Im Jahr darauf gewann er bei den CARIFTA-Games in St. George’s in 10,73 s die Silbermedaille über 100 Meter für die Niederländischen Antillen und auch im 200-Meter-Lauf gewann er in 21,73 s Silber. Anschließend belegte er bei den Zentralamerika- und Karibik-Juniorenmeisterschaften in San Juan in 10,99 s den sechsten Platz über 100 Meter und wurde über 200 Meter im Vorlauf disqualifiziert. Daraufhin scheiterte er bei den Juniorenweltmeisterschaften in Santiago de Chile mit 10,77 s in der Vorrunde über 100 Meter und wurde auch dort im 200-Meter-Lauf disqualifiziert. 2001 wurde er bei den CARIFTA-Games in Bridgetown in 10,75 s bzw. 21,55 s jeweils Fünfter über 100 und 200 Meter und anschließend gelangte er bei den Zentralamerika- und Karibikmeisterschaften in Guatemala-Stadt über 100 Meter bis in das Halbfinale und schied dort mit 10,83 s aus. 2002 wurde er bei den CAC-Juniorenmeisterschaften in Bridgetown in 10,58 s Vierter über 100 Meter, wie auch in 21,26 s über 200 Meter. Anschließend schied er bei den Juniorenweltmeisterschaften in Kingston mit 10,52 s im Viertelfinale über 100 Meter aus. Dann siegte er in 10,42 s über 100 Meter bei den Südamerikaspielen in Belém und über 200 Meter gewann er dort in 20,81 s die Silbermedaille hinter dem Brasilianer Bruno Pacheco. Daran anschließend wurde er bei den Zentralamerika- und Karibikspielen in San Salvador in 10,55 s und 21,89 s jeweils Achter über 100 und 200 Meter und erreichte mit der 4-mal-100-Meter-Staffel der Niederländischen Antillen in 42,14 s Rang sechs. Bei den CARIFTA-Games 2003 in Port of Spain gewann er in 10,37 s die Silbermedaille über 100 Meter und belegte im 200-Meter-Lauf in 21,33 s den vierten Platz. Zudem wurde er im Staffelbewerb in 40,91 s Vierter. Anfang Juli erreichte er bei den CAC-Meisterschaften in St. George’s mit 10,52 s Rang sechs über 100 Meter und mit der Staffel gewann er mit neuem Landesrekord von 39,46 s die Bronzemedaille hinter den Teams aus Trinidad und Tobago und Jamaika. Daraufhin siegte er bei den Panamerikanischen Juniorenmeisterschaften in Bridgetown in 10,33 s über 100 Meter und klassierte sich über 200 Meter mit 20,84 s auf dem sechsten Platz. Im August nahm er dann erstmals an den Panamerikanischen Spielen in Santo Domingo teil und schied dort über 100 Meter mit 10,62 s im Halbfinale aus und wurde mit der Staffel in 39,19 s Vierter. Daraufhin startete er über 100 Meter bei den Weltmeisterschaften in Paris und kam dort mit 10,35 s nicht über die erste Runde hinaus. 2004 begann er sein Civil Engineering-Studium (Bauingenieurwesen) an der University of Texas at El Paso und siegte im Juli bei den U23-NACAC-Meisterschaften im kanadischen Sherbrooke in 10,21 s über 100 Meter und gewann im 200-Meter-Lauf in 20,75 s die Silbermedaille hinter dem US-Amerikaner Wallace Spearmon. Über 100 Meter qualifizierte er sich zudem erstmals für die Teilnahme an den Olympischen Spielen in Athen, bei denen er bis in das Viertelfinale gelangte und dort mit 10,24 s ausschied. Zudem war er bei den Spielen Fahnenträger der Niederländischen Antillen bei der Eröffnungsveranstaltung.
2005 gewann er bei den CAC-Meisterschaften in Nassau in 10,10 s die Bronzemedaille über 100 Meter hinter Darrel Brown und Marc Burns, die beide aus Trinidad und Tobago stammen. Über 200 Meter schied er mit 21,12 s im Halbfinale aus und im Staffelbewerb gewann er in 38,92 s die Silbermedaille hinter Trinidad und Tobago. Im August erreichte er bei den Weltmeisterschaften in Helsinki das Viertelfinale über 100 Meter und schied dort mit 10,48 s aus, während er mit der Staffel in 38,45 s den sechsten Platz belegte und damit einen neuen Landesrekord aufstellte. 2006 wurde er in 10,17 s Dritter bei der Golden Gala in Rom und anschließend siegte er in 10,06 s bei den Zentralamerika- und Karibikspielen in Cartagena und stellte damit einen neuen Spielerekord auf und auch im Staffelbewerb gewann er in 39,29 s die Goldmedaille. Zudem beendete er in diesem Jahr sein Studium in den Vereinigten Staaten. Im Jahr darauf stellte er in El Paso mit 46,13 s einen Landesrekord im 400-Meter-Lauf auf und anschließend wurde er in 10,10 s Zweiter bei der Athletissima in Lausanne und in 10,10 s Dritter bei der Golden Gala. Ende Juli nahm er erneut an den Panamerikanischen Spielen in Rio de Janeiro teil und siegte dort in 10,15 s über 100 Meter und erreichte im Staffelbewerb nach 39,83 s Rang sechs. Nach einem dritten Platz beim Stockholm DN Galan erreichte er bei den Weltmeisterschaften in Osaka über 100 und 200 Meter das Finale und belegte dort in 10,08 s und 20,28 s jeweils den fünften Platz. 2008 qualifizierte er sich erneut für die Teilnahme an den Olympischen Spielen in Peking und durchbrach dort im Viertelfinale erstmals die 10-Sekunden-Marke über 100 Meter. Er konnte sich bis ins Finale vorkämpfen und belegte dort mit neuem Landesrekord von 9,93 s den vierten Platz. Über 200 Meter wurde er ursprünglich sogar Zweiter, allerdings anschließend wegen Überschreitung der Bahnmarkierung disqualifiziert. Der nachgerückte Silbermedaillengewinner Shawn Crawford (200-Meter-Sieger von Athen) war jedoch der Ansicht, Martina sei auch bei regelkonformem Lauf schneller gewesen als er selbst und überreichte deshalb symbolisch die Medaille an den Mann von den Niederländischen Antillen. Bei den Spielen war Martina erneut Flaggenträger bei der Eröffnungszeremonie sowie diesmal auch bei der Schlussveranstaltung. Nach den Spielen wurde er bei der Athletissima mit 20,24 s Zweiter über 200 Meter.
2009 siegte er in 9,97 s bei den FBK-Games in Hengelo und bei der Athletissima wurde er in 20,76 s Dritter über 200 Meter und siegte in 10,16 s im B-Finale über 100 Meter. Es folgte ein Sieg beim Herculis in Monaco und daran anschließend ein enttäuschendes Aus im Viertelfinale bei den Weltmeisterschaften in Berlin mit 10,19 s. Im September wurde er dann beim IAAF/VTB Bank World Athletics Final in Thessaloniki in 10,20 s Sechster über 100 Meter. Im Jahr darauf verbesserte er den Hallenrekord im 60-Meter-Lauf in Stuttgart auf 6,58 s und gelangte kurz darauf bei den Hallenweltmeisterschaften in Doha bis in das Halbfinale und schied dort mit 6,65 s aus. Während der Freiluftsaison siegte er in 10,15 s bei den FBK-Games und wurde in 9,92 s Dritter bei den Bislett Games in Oslo. Bei der Athletissima wurde er in 10,16 s Dritter über 100 Meter und über 200 Meter lief er nach 20,08 s auf Rang zwei ein. Kurz darauf siegte er in 10,07 s erneut über 100 Meter bei den Zentralamerika- und Karibikspielen in Mayagüez und siegte diesmal in 20,25 s auch im 200-Meter-Lauf und stellte damit einen neuen Spielerekord auf. Zudem gewann er im Staffelbewerb in 38,82 s die Bronzemedaille hinter Trinidad und Tobago und Jamaika. Zum Saisonende wurde er beim Continentalcup in Split in 20,47 s Zweiter über 200 Meter hinter dem US-Amerikaner Wallace Spearmon.
Aufgrund der Auflösung der Niederländischen Antillen und deren Olympischen Komitees entschied sich Martina ab 2011 für die Niederlande an den Start zu gehen, um weiterhin eine Möglichkeit zu haben, an den Olympischen Spielen teilzunehmen. Er qualifizierte sich auf Anhieb für die Weltmeisterschaften im südkoreanischen Daegu und schied dort mit 10,29 s im Halbfinale über 100 Meter aus und auch im 200-Meter-Lauf erreichte er das Halbfinale, ging dann dort aber nicht mehr an den Start. Zudem wurde er beim Prefontaine Classic in Eugene in 20,39 s Dritter über 200 Meter. Im Jahr darauf wurde er bei der Doha Diamond League in 20,26 s Zweiter über 200 Meter, wie anschließend in 20,49 s auch beim Prefontaine Classic. Beim London Grand Prix wurde er in 19,95 s ebenfalls Zweiter und auch beim Herculis gelangte er nach 20,07 s auf Rang zwei. Dazwischen siegte er in 20,42 s bei den Europameisterschaften in Helsinki und siegte in 38,34 s auch in der niederländischen 4-mal-100-Meter-Staffel gemeinsam mit Brian Mariano, Giovanni Codrington und Patrick van Luijk. Im August erreichte er bei seinen dritten Olympischen Spielen in London das Finale über 100 Meter und klassierte sich dort mit 9,94 s auf dem fünften Platz, nachdem er im Halbfinale mit 9,91 s einen neuen niederländischen Rekord aufgestellt hatte. Auch im 200-Meter-Lauf erreichte er das Finale und wurde dort in 20,00 s ebenfalls Fünfter. Zudem belegte er im Staffelbewerb in 38,39 s den fünften Platz. Nach den Spielen wurde er beim Birmingham Aviva British Grand Prix in 20,36 s Dritter über 200 Meter.
2013 siegte er in 20,13 s bei den FBK-Games und anschließend siegte er bei der Athletissima in 20,01 s über 200 Meter sowie in 10,03 s im 100-Meter-Lauf. Im August schied er bei den Weltmeisterschaften in Moskau über 100 Meter mit 10,09 s im Halbfinale aus und belegte über 200 Meter in 20,35 s Rang sieben. Zudem wurde er mit der Staffel in 38,37 s Fünfter. Bei den IAAF World Relays 2014 in Nassau konnte das niederländische Team den B-Finallauf nicht beenden und bei den Anniversary Games in London wurde er in 10,29 s Zweiter über 100 Meter. Im August schied er bei den Europameisterschaften in Zürich mit 10,34 s im Halbfinale über 100 Meter aus und klassierte sich im 200-Meter-Lauf mit 20,37 s auf dem vierten Platz. Zudem wurde er mit der Staffel in 38,60 s Fünfter. Bei den IAAF World Relays 2015 auf den Bahamas wurde er in 39,41 s Siebter im B-Finale mit der 4-mal-100-Meter-Staffel und Ende Mai siegte er in 20,66 s bei den FBK-Games in Hengelo. Daraufhin erreichte er bei den Weltmeisterschaften in Peking das Halbfinale über 100- und 200 Meter und schied dort mit 10,09 s bzw. 20,20 s aus. Im Jahr darauf scheiterte er bei den Hallenweltmeisterschaften in Portland mit 6,67 s in der ersten Runde über 60 Meter. Im Mai siegte er in 10,12 s bei den FBK-Games und anschließend siegte er bei den Europameisterschaften in Amsterdam in 10,07 s über 100 Meter, während er im 200-Meter-Lauf im Finale disqualifiziert wurde. Zudem erreichte er dort im Staffelbewerb in 38,57 s Rang vier. Nach einem dritten Rang beim Herculis startete er ein weiteres Mal bei den Olympischen Spielen in Rio de Janeiro, bei denen er mit 10,22 s in der ersten Runde über 100 Meter ausschied. Über 200 Meter gelangte er aber bis in das Finale und belegte dort in 20,13 s den fünften Platz. Kurz nach den Spielen siegte er bei der Athletissima in 19,81 s über 200 Meter und stellte damit einen neuen Landesrekord auf. Über 100 Meter wurde er in 10,15 s Vierter. Beim Meeting de Paris wurde er in 10,01 s Dritter über 100 Meter und beim Memorial Van Damme lief er nach 19,98 s ebenfalls auf Rang drei, diesmal über 200 Meter ein.
Bei den IAAF World Relays 2017 in Nassau konnten die Niederländer ihren Finallauf nicht beenden, im Juli wurde Martina aber dann in 20,27 s Zweiter beim Meeting de Paris. Im Jahr darauf belegte er bei den Europameisterschaften in Berlin in 10,16 s den sechsten Platz über 100 Meter und scheiterte im 200-Meter-Lauf mit 20,51 s in der ersten Runde. Zudem gewann er im Staffelbewerb gemeinsam mit Christopher Garia, Hensley Paulina und Taymir Burnet mit neuem Landesrekord von 38,03 s die Bronzemedaille hinter den Teams aus dem Vereinigten Königreich und der Türkei. Beim Continentalcup in Ostrava wurde er in 20,68 s Fünfter über 200 Meter und erreichte im 100-Meter-Lauf mit 10,36 s Rang sieben. Bei den IAAF World Relays 2019 in Yokohama schied er mit 38,67 s in der Vorrunde aus und Anfang Oktober erreichte die niederländische Stafette bei den Weltmeisterschaften in Doha mit neuem Landesrekord von 37,91 s das Finale, in dem sie dann aber disqualifiziert wurden. Bei den World Athletics Relays 2021 im polnischen Chorzów verhalf er dem Team zum Finaleinzug, wurde dort aber nicht mehr aufgestellt.
Während der Eröffnungsfeier der Olympischen Spiele 2020 in Tokio war er, gemeinsam mit der Skateboarderin Keet Oldenbeuving, der Fahnenträger seiner Nation.
In den Jahren von 2011 bis 2016 und 2018 wurde Martina niederländischer Meister im 100-Meter-Lauf sowie 2011, 2014, 2016, 2018 und 2019 auch über 200 Meter.

## Persönliche Bestleistungen
- 100 Meter: 9,91 s (+0,7 m/s), 5. August 2012 in London (niederländischer Rekord)
  - 60 Meter (Halle): 6,58 s, 6. Februar 2010 in Stuttgart (Rekord der Niederländischen Antillen)
- 200 Meter: 19,81 s (+0,4 m/s), 25. August 2016 in Lausanne (niederländischer Rekord)
  - 200 Meter (Halle): 21,54 s, 4. Februar 2006 in Lincoln
- 400 Meter: 46,13 s, 31. März 2007 in El Paso (Rekord der Niederländischen Antillen)

## Domino Day
Am 14. November 2008 war Martina zu Gast beim Domino Day in der niederländischen Stadt Leeuwarden und nahm an einer ungewöhnlichen Aktion teil. Im Zuge des Mottos „Celebrating 10 years of Domino Day – Breaking more World Records than ever“ sollte auch der Rekord der schnellsten fallenden Steine gebrochen werden. Der Athlet sprintete über eine Strecke von 30 Metern gegen in einer Kettenreaktion umstürzende Dominosteine und gewann in 3,81 s. Er war somit vier Zehntel schneller als die fallenden Steine.